# Solidaridad Internacional
Solidaridad Internacional (1983-2013) fue una ONG española para la cooperación que se autodefinía como una Organización sin ánimo de lucro plural e independiente, desapareció en el año 2013 tras fusionarse con otras ONG para crear la actual Alianza por la Solidaridad.

## Programas
Fue creada en el año 1983 y funcionó por treinta años, hasta que en el año 2013 se fusionó con las ONG Habitáfrica e Ipade para formar una nueva ONG denominada Alianza por la Solidaridad, con la finalidad de aumentar la eficacia operativa de las acciones que emprendían cada una por separado.
La ONG tenía por objetivos contribuir a erradicar la pobreza. Para ello promovía acciones que contribuyeran a consolidar la democracia y el buen gobierno, a la vez que un  desarrollo humano sostenible, y expandir y consolidar la justicia social.
Solidaridad Internacional llevaba a cabo proyectos de cooperación para facilitar y promover el desarrollo de grupos marginados y proveer ayuda humanitaria en países pobres. Adicionalmente organizaba acciones para sensibilizar a la opinión pública europea sobre estas temáticas y recaudar fondos. 
Como parte de su accionar, Solidaridad Internacional promovió el comercio justo y para ello canalizó la comercialización en su Tienda Solidaria de productos elaborados por grupos marginados de países pobres.
Los más de cien proyectos anuales que implementaba  cubrían países del África Subsahariana, Medio Oriente, América Latina.
Entre las diversas iniciativas y programas que llevaba a cabo, la ONG implementaba un Programa de Voluntariado Internacional denominado "Vacaciones Solidarias". Los objetivos del programa eran por una parte permitir que ciudadanos europeos pudieran tomar contacto e interiorizarse "in situ" de algún proyecto de desarrollo que se estuviera llevando a cabo y simultáneamente colaborar con las actividades que se realizaban.
Las estadías por lo general eran de tres semanas. El personal que coopera con Solidaridad Internacional en la región del proyecto a visitar coordinaban a los voluntarios visitantes.